# Альберт Галл
Альберт Воллес Галл (англ. Albert Wallace Hull; 19 квітня 1880 — 22 січня 1966) — американський фізик-радіотехнік, винахідник, технолог. Альберт Галл розробив технологію надійних спаїв металу й скла на основі платиніту і у 1924—1926 роках підготував до виробництва перші серійні тетроди. Галл винайшов вакуумний грозозахисний розрядник, динатрон (1914—1918), магнетрон (1921), тиратрон (1927—1929). Даючи своїм винаходам грецькі назви, він започаткував традицію розвитку «мови» радіотехніки в англомовному світі.
Вся наукова діяльність Альберта Галла пройшла в дослідницькій лабораторії General Electric (англ. General Electric Research Laboratory; GERL) в Скенектаді (штат Нью-Йорк). Роботи п'яти експериментаторів — Галла, Ленгмюра й Куліджа, Вітні й Дашмена фактично заклали науковий та технологічний фундамент, на якому розвивалось радіотехнічне відділення компанії General Electric.

## Життєпис
Галл виріс на молочній фермі у штаті Коннектикут. В дитинстві, працюючи по господарству, він навряд чи міг сподіватись на університетську освіту. В школі йому пощастило зустрітись з талановитим педагогом-філологом — студентом Єльського університету, який підробляв на своє навчанням вчителюванням у сільській школі. Галл, з його слів, буквально заразився античною культурою і за рік-другий опанував давньогрецьку мову. Після закінчення школи він із сотнею доларів у кишені подався у Єльський університет, вступив на філологічне відділення, і вже через чотири місяці отримав запрошення викладати грецьку мову. Під час навчання він також займався репетиторством з математики й фізики, але самими науками не цікавився. Після закінчення університету Галл влаштувався викладачем німецької й французької мов у приватній школі в Олбані (англ. The Albany Academy). Викладання сучасних мов мало цікавило його, і Галл вирішив змінити спеціальність — він поступив у магістратуру відділення фізики Єльського університету, отримав диплом доктора філософії (PhD) у фізиці і пропрацював п'ять років у фізичній лабораторії Вустерського політехнічного інституту. Лабораторні дослідження недавно відкритого фотоефекту не приносили особливих успіхів аж поки дружина Галла буквально силоміць не витягла його на зібрання Американського фізичного товариства, що проходило у Нью-Хейвені. Галла запримітили Ірвінг Ленгмюр та Вільям Кулідж з Лабораторії General Electric, і на початку літа 1913 року керівник лабораторії Віллі Вітні запропонував Галлу сезонну роботу в GE.
У віці тридцяти чотирьох років Галл вперше потрапив у дійсно передову наукову лабораторію. У 1914 році Галл винайшов «динатрон» — триелектродну електронну лампу з яскраво вираженим динатронним ефектом. За ним було створено «пліодинатрон», який поєднував ідеї динатрона Галла і «пліотрона» Ленгмюра. Ці лампи не пішли в серію, але дали можливість практичного вивчення вторинної емісії і від'ємної диференціальної провідності .
У 1915 році Галл зацікавився роботами Вільяма Брегга зі спектроскопії. До того часу Брегг зумів експериментально вивчити й описати низку кристалічних структур, але кристалічна структура заліза не піддавалась розшифруванню. Роботи Галла з кристалографії заліза мали два побічних результати. По-перше, Галл, незалежно від Дебая і Шеррера, розробив метод порошкового дифракційного аналізу кристалів (метод Дебая — Шеррера або метод Дебая — Шеррера — Галла). У 1923 році роботи Галла з кристалографії металів були удостоєні медалі Поттса (англ. Howard N. Potts Medal). По-друге, при розробці блоку живлення рентгенівської установки Галл вперше застосував, а потім запатентував схему кенотронного випрямляча з П-подібним CLC-фільтром. Саме такі фільтри у подальшому застосовувались у більшості американських радіоприймачів.
Після вступу США у Першу світову війну Ленгмюр, Кулідж і Галл були мобілізовані на розробку протичовнових засобів для флоту. Під час роботи на закрій базі ВМФ в Неханті, вони на основі використання п'єзоелектричних детекторів на кристалах сегнетової солі розробили акустичні системи C-tube й K-tube, котрі були взяті на озброєння у 1918 році.
В 1920 году Галл висунув ідею магнетрона — радіолампи, що генерує коливання при взаємодії потоку електронів з магнітним полем. У ті роки в радіотехніці склалась патова ситуація: основні технічні рішення вакуумної техніки уже були знайдені, але ключові патенти на потужні вакуумні лампи належали трьом недружнім корпораціям. Щоб обійти патентний глухий кут, Галл запропонував конструкцію лампи з магнітним, а не електростатичним, керуванням струмом. Галл і Елдер успішно виготовили й випробували перший лінійний магнетрон, а у 1929 створили «акситрон» — магнетрон, керований струмом розжарювання катода. Лампа Галла-Елдера довела свою роботоздатність, але не змогла вирішити повністю патентну кризу. Випуск потужних ламп став можливим лише після того, як компанія RCA отримала контроль над усіма необхідними патентами. Винахід Галла виявися не затребуваним до кінця 1930-х років. У 1940 році британські фізики Джон Рендалл й Гаррі Бут розвинули ідеї Галла й винайшли резонансний магнетрон, що став основним типом випромінювача радіолокаційних установок.
Іншим напрямом робіт Галла, безпосередньо пов'язаним з проектуванням потужних радіоламп, стали дослідження спаїв металу й скла. Альберт Галл та Луїс Невіас (англ. Louis Navias) визначили коло придатних для спаювання сплавів, знайшли склад ідеального з цієї точки зору сплаву (ферніко) й розробили базові технології спаювання таких сплавів зі склом.
У 1923 році Галлу доручили дослідження природи шумів у тріодах. Зниження рівня шуму, який у тодішніх тріодах був недопустимо великим, дозволило б створювати на тріодах досконалі супергетеродинні приймачі. Галл встановив, що основною завадою на шляху до гетеродина є дробовий шум. Одним із способів вирішення проблеми був би перехід від тріода до екранованої лампи (тетрода), вперше запропонованої Вальтером Шотткі у 1918 році. В 1924—1925-х група Галла активно експериментувала з тетродами, і у листопаді 1926 представила на розгляд RCA, основного замовника у GE, перспективний зразок для масового виробництва. В жовтні 1927 року він пішов у серію під назвою UX222..
Ще одним напрямом роботи Галла стало вивчення механізму руйнування катодів у вакуумі й газових середовищах. Галл визначив умови безпечної роботи катодів, що дозволило йму створити практичні зразки газонаповнених вентилів — "фанотрон"ів й тиратронів. Тиратрон, на думку біографів Галла, і став його найважливішим винаходом. Саме Галл спроектував тиратронні Інвертори, встановлені на першій демонстраційній ЛЕП постійного струму у США.
В 1920-і роки компанія GE активно використовувала образи Ленгмюра, Куліджа й Галла у своєму піарі. Преса висвітлювала експериментаторів бездоганними героями свого часу, за лабораторією GE закріпилась назва «будинок чудес» (англ. The House of Magic). У 1929 році Галла було обрано членом Національної академії наук США, у 1942 році — президентом Американського фізчного товариства. На момент виходу на пенсію у 1949 році Галл був автором 94 патентів й 74 наукових статей.

## Патенти
- US 1291527 Albert W Hull Wireless receiving system [Архівовано 24 січня 2015 у Wayback Machine.]. Priority date Mar 10, 1917. Publication date Jan 14, 1919.
- US 1385873 Albert W Hull Electron-discharge apparatus [Архівовано 24 січня 2015 у Wayback Machine.]. Priority date Jun 5, 1916. Publication date Jul 26, 1921.
- US 1490742 Albert W Hull Sound-detecting device [Архівовано 24 січня 2015 у Wayback Machine.]. Priority date Jun 6, 1919. ublication date Apr 15, 1924.
- US 1680738 Albert W Hull Seal for electric devices [Архівовано 24 січня 2015 у Wayback Machine.]. Priority date Aug 23, 1926. Publication date Aug 14, 1928.
- US 1933329 Albert W Hull Electric discharge device [Архівовано 24 січня 2015 у Wayback Machine.]. Priority date Feb 28, 1930. Publication date Oct 31, 1933.
- US 2239423 Albert W Hull Iron-glass seal having nickel-iron contact prongs [Архівовано 24 січня 2015 у Wayback Machine.]. Priority date Apr 7, 1939. Publication date Apr 22, 1941.